# Jiwaka
Jiwaka is een provincie van Papoea-Nieuw-Guinea. De hoofdstad is Kurumul. De provincie Jiwaka is ontstaan op 17 mei 2012 als afsplitsing van de provincie Western Highlands. Jiwaka heeft een oppervlakte van 4.798 km² en 343.987 inwoners (2011).

## Bestuurlijke indeling
De provincie Jiwaka is onderverdeeld in drie districten, die weer onderverdeeld zijn in verschillende lokale bestuursgebieden (local-level government).
- district Anglimp-South Waghi
  - Anglimp Rural
  - South Waghi Rural
- district Jimi
  - Jimi Rural
  - Kol Rural
- district North Waghi
  - North Waghi Rural
  - Nondugl Rural

Provincies: Central · Chimbu · Eastern Highlands · East New Britain · East Sepik · Enga · Gulf · Hela · Jiwaka · Madang · Manus · Milne Bay · Morobe · New Ireland · Northern · Southern Highlands · Western · Western Highlands · West New Britain · Sandaun

National Capital District      Autonome provincie: Bougainville